# Chazey-Bons

Chazey-Bons este o comună în departamentul Ain din estul Franței.